# Сафонова
Сафо́нова (рос. Сафонова) — присілок у складі Байкаловського району Свердловської області. Входить до складу Байкаловського сільського поселення.
Населення — 43 особи (2010, 64 у 2002).
Національний склад населення станом на 2002 рік: росіяни — 97 %.